# Hugues Viès
Pas d'image ? Cliquez ici

a Compétitions nationales et continentales officielles uniquement.

Hugues Viès, né le 28 février 1933 à Toulouse et mort le 11 juillet 2020 à Cépet, est un joueur de rugby à XIII évoluant au poste d'ailier ou de deuxième ligne dans les années 1950 et 1960.
Il effectue la totalité de sa carrière sportive au sein du club du Toulouse olympique XIII dans lequel il évolue de 1954 à 1966. Il connaît avec son club de nombreux succès matérialisés par le titre du Championnat de France en 1965 avec pour partenaires Joseph Guiraud, Pierre Parpagiola, Yves Bégou, Georges Aillères et Pierre Lacaze.

## Palmarès
- Collectif : 
  - Vainqueur du Championnat de France : 1965 (Toulouse).
  - Finaliste du Championnat de France : 1964 (Toulouse).
  - Finaliste de la Coupe de France : 1962, 1963 et 1964 (Toulouse).

### Statistiques
| Saison    | Saison   | Championnat           | Championnat | Championnat | Championnat | Championnat | Championnat | Championnat | Coupe           | Coupe      | Coupe | Coupe | Coupe | Coupe | Coupe |
| Saison    | Saison   | Comp.                 | Class.      | M           | Pts         | Ess.        | Buts        | Dp.         | Comp.           | Class.     | M     | Pts   | Ess.  | Buts  | Dp.   |
| --------- | -------- | --------------------- | ----------- | ----------- | ----------- | ----------- | ----------- | ----------- | --------------- | ---------- | ----- | ----- | ----- | ----- | ----- |
| 1954-1955 | Toulouse | Championnat de France | 13e         | ?           | -           | -           | -           | -           | Coupe de France | 1/8 finale | ?     | -     | -     | -     | -     |
| 1955-1956 | Toulouse | Championnat de France | 8e          | ?           | -           | -           | -           | -           | Coupe de France | 1/2 finale | ?     | -     | -     | -     | -     |
| 1956-1957 | Toulouse | Championnat de France | 8e          | ?           | -           | -           | -           | -           | Coupe de France | 1/4 finale | ?     | -     | -     | -     | -     |
| 1957-1958 | Toulouse | Championnat de France |             | ?           | -           | -           | -           | -           | Coupe de France | 1/8 finale | ?     | -     | -     | -     | -     |
| 1958-1959 | Toulouse | Championnat de France | 11e         | ?           | -           | -           | -           | -           | Coupe de France | 1/8 finale | ?     | -     | -     | -     | -     |
| 1959-1960 | Toulouse | Championnat de France | 9e          | ?           | -           | -           | -           | -           | Coupe de France | 1/2 finale | ?     | -     | -     | -     | -     |
| 1960-1961 | Toulouse | Championnat de France | 10e         | ?           | -           | -           | -           | -           | Coupe de France | 1/8 finale | ?     | -     | -     | -     | -     |
| 1961-1962 | Toulouse | Championnat de France | 1/4 finale  | ?           | -           | -           | -           | -           | Coupe de France | Finaliste  | ?     | -     | -     | -     | -     |
| 1962-1963 | Toulouse | Championnat de France | Barrage     | ?           | -           | -           | -           | -           | Coupe de France | Finaliste  | ?     | -     | -     | -     | -     |
| 1963-1964 | Toulouse | Championnat de France | Finaliste   | ?           | -           | -           | -           | -           | Coupe de France | Finaliste  | ?     | -     | -     | -     | -     |
| 1964-1965 | Toulouse | Championnat de France | Vainqueur   | ?           | -           | -           | -           | -           | Coupe de France | 1/2 finale | ?     | -     | -     | -     | -     |
| 1965-1966 | Toulouse | Championnat de France | 11e         | ?           | -           | -           | -           | -           | Coupe de France | 1/8 finale | ?     | -     | -     | -     | -     |